# Lelaps rectivitta
Lelaps rectivitta är en stekelart som först beskrevs av Embrik Strand 1911.  Lelaps rectivitta ingår i släktet Lelaps och familjen puppglanssteklar. Inga underarter finns listade i Catalogue of Life.